# Racing Bulls VCARB 02
La Racing Bulls VCARB 02 è una monoposto di Formula 1 costruita dalla Racing Bulls per disputare il campionato mondiale di Formula 1 2025.
La vettura è stata presentata il 19 febbraio 2025 all'autodromo Enzo e Dino Ferrari.

## Livrea
La livrea presenta una colorazione prevalentemente bianca con accenni di blu, principalmente sul retro della vettura, dove sono raffigurati i tori simbolo dell'azienda Red Bull che diventano più piccoli via via che si avvicinano alla parte centrale del cofano motore, a mo' di dissolvenza. I tori raffigurati sull'airscope e sul muso assumono i colori originali del logo della Red Bull, dopo che sulla VCARB 01 e sulle ultime tre vetture denominate Toro Rosso era colorato di argento.
Per il Gran Premio di Miami viene presentata una livrea con una colorazione bianca e rosa ispirata alla colorazione della lattina di una versione della Red Bull Energy Drink, per promuoverne il lancio sul mercato statunitense. Un'immagine della lattina è stata posta sul muso e sulle paratie dell'ala posteriore.
Per il Gran Premio di Gran Bretagna la livrea della VCARB 02 viene adornata con dei graffiti realizzati dall'artista anglo-nigeriano Slawn.

## Scheda tecnica
| Caratteristiche tecniche - Racing Bulls VCARB 02                                                    | Caratteristiche tecniche - Racing Bulls VCARB 02                                                    | Caratteristiche tecniche - Racing Bulls VCARB 02                                                    | Caratteristiche tecniche - Racing Bulls VCARB 02                        | Caratteristiche tecniche - Racing Bulls VCARB 02                        | Caratteristiche tecniche - Racing Bulls VCARB 02                        |
| Configurazione                                                                                      | Configurazione                                                                                      | Configurazione                                                                                      | Configurazione                                                          | Configurazione                                                          | Configurazione                                                          |
| --------------------------------------------------------------------------------------------------- | --------------------------------------------------------------------------------------------------- | --------------------------------------------------------------------------------------------------- | ----------------------------------------------------------------------- | ----------------------------------------------------------------------- | ----------------------------------------------------------------------- |
| Carrozzeria: monoposto                                                                              | Carrozzeria: monoposto                                                                              | Posizione motore: posteriore                                                                        | Posizione motore: posteriore                                            | Trazione: posteriore                                                    | Trazione: posteriore                                                    |
| Dimensioni e pesi                                                                                   | | |                                                                         |                                                                         |                                                                         |
| Posti totali: 1                                                                                     | Posti totali: 1                                                                                     | Bagagliaio: assente                                                                                 | Bagagliaio: assente                                                     | Serbatoio: 110                                                          | Serbatoio: 110                                                          |
| Meccanica                                                                                           | | |                                                                         |                                                                         |                                                                         |
| Tipo motore: Honda RBPTH003                                                                         | Tipo motore: Honda RBPTH003                                                                         | Tipo motore: Honda RBPTH003                                                                         | Cilindrata: 1600 cm³                                                    | Cilindrata: 1600 cm³                                                    | Cilindrata: 1600 cm³                                                    |
| Distribuzione: Bialbero 4 valvole per cilindro per un totale di 24 azionate da punterie pneumatiche | Distribuzione: Bialbero 4 valvole per cilindro per un totale di 24 azionate da punterie pneumatiche | Distribuzione: Bialbero 4 valvole per cilindro per un totale di 24 azionate da punterie pneumatiche | Alimentazione: iniezione diretta con turbocompressore                   | Alimentazione: iniezione diretta con turbocompressore                   | Alimentazione: iniezione diretta con turbocompressore                   |
| Prestazioni motore                                                                                  | Potenza: 1020 CV                                                                                    | Potenza: 1020 CV                                                                                    | Potenza: 1020 CV                                                        | Potenza: 1020 CV                                                        | Potenza: 1020 CV                                                        |
| Frizione: doppia in carbonio multidisco a comando idraulico                                         | Frizione: doppia in carbonio multidisco a comando idraulico                                         | Frizione: doppia in carbonio multidisco a comando idraulico                                         | Cambio: sequenziale 8 marce + RM con comando semiautomatico sequenziale | Cambio: sequenziale 8 marce + RM con comando semiautomatico sequenziale | Cambio: sequenziale 8 marce + RM con comando semiautomatico sequenziale |
| Telaio                                                                                              | | |                                                                         |                                                                         |                                                                         |
| Corpo vettura                                                                                       | monoscocca a nido d'ape con fibra di carbonio                                                       | monoscocca a nido d'ape con fibra di carbonio                                                       | monoscocca a nido d'ape con fibra di carbonio                           | monoscocca a nido d'ape con fibra di carbonio                           | monoscocca a nido d'ape con fibra di carbonio                           |
| Sterzo                                                                                              | servoassistito a pignone e cremagliera                                                              | servoassistito a pignone e cremagliera                                                              | servoassistito a pignone e cremagliera                                  | servoassistito a pignone e cremagliera                                  | servoassistito a pignone e cremagliera                                  |
| Sospensioni                                                                                         | anteriori: pull-rod / posteriori: push-rod Red Bull RB20                                            | anteriori: pull-rod / posteriori: push-rod Red Bull RB20                                            | anteriori: pull-rod / posteriori: push-rod Red Bull RB20                | anteriori: pull-rod / posteriori: push-rod Red Bull RB20                | anteriori: pull-rod / posteriori: push-rod Red Bull RB20                |
| Freni                                                                                               | anteriori: freni a disco Brembo / posteriori: freni a disco Brembo                                  | anteriori: freni a disco Brembo / posteriori: freni a disco Brembo                                  | anteriori: freni a disco Brembo / posteriori: freni a disco Brembo      | anteriori: freni a disco Brembo / posteriori: freni a disco Brembo      | anteriori: freni a disco Brembo / posteriori: freni a disco Brembo      |
| Pneumatici                                                                                          | Pirelli                                                                                             | Pirelli                                                                                             | Pirelli                                                                 | Pirelli                                                                 | Pirelli                                                                 |
| Altro                                                                                               | | |                                                                         |                                                                         |                                                                         |
| Energia batteria (a giro) 4 MJ                                                                      | Sistema ERS                                                                                         | Sistema ERS                                                                                         | Sistema ERS                                                             | Sistema ERS                                                             | Sistema ERS                                                             |
| Potenza MGU-K: 120 kW                                                                               | Giri max MGU-K: 50 000 giri/min Giri max MGU-H: 125 000 giri/min                                    | Giri max MGU-K: 50 000 giri/min Giri max MGU-H: 125 000 giri/min                                    | Giri max MGU-K: 50 000 giri/min Giri max MGU-H: 125 000 giri/min        | Giri max MGU-K: 50 000 giri/min Giri max MGU-H: 125 000 giri/min        | Giri max MGU-K: 50 000 giri/min Giri max MGU-H: 125 000 giri/min        |

## Carriera agonistica

### Stagione
La scuderia conferma ad inizio stagione Yūki Tsunoda, al suo quarto anno con il team di Faenza, affiancandolo al vicecampione di Formula 2 Isack Hadjar, al suo esordio in F1. Dopo sole due gare il pilota nipponico viene promosso in Red Bull Racing, mentre Liam Lawson compie il percorso inverso.
La squadra si dimostra capace di lottare per i punti specialmente con Hadjar, capace di ottenere ottimi piazzamenti utili come un settimo posto in Spagna ed un sesto posto a Monaco, unica gara dove Lawson arriva a punti con un ottavo posto. Il neozelandese è poi capace di eguagliare il miglior risultato della squadra in Austria, giungendo sesto. Dopo un doppio ritiro in Gran Bretagna, la scuderia faentina raggiunge i doppi punti in Belgio con Hadjar nella Sprint Race e con Lawson in gara. Il neozelandese va ancora a punti nell'ultimo appuntamento prima della pausa estiva in Ungheria, arrivando ottavo al traguardo.

## Piloti
| Piloti ufficiali         | Piloti ufficiali | Piloti ufficiali |
| Nazione                  | Nome             | Numero           |
| ------------------------ | ---------------- | ---------------- |
| Francia (bandiera)       | Isack Hadjar     | 6                |
| Giappone (bandiera)      | Yūki Tsunoda     | 22               |
| Nuova Zelanda (bandiera) | Liam Lawson      | 30               |
| Piloti di riserva        |                  |                  |
| Nazione                  | Nome             | Numero           |
| Giappone (bandiera)      | Ayumu Iwasa      | 40               |
| Regno Unito (bandiera)   | Arvid Lindblad   |                  |

## Risultati in Formula 1
| Anno | Team         | Motore     | Gomme | Piloti  |    |     |    |    |    |     |    |   |    |     |    |     |     |    |  |  |  |  |  |  |  |  |  |  | Punti | Pos. |
| ---- | ------------ | ---------- | ----- | ------- | -- | --- | -- | -- | -- | --- | -- | - | -- | --- | -- | --- | --- | -- |  |  |  |  |  |  |  |  |  |  | ----- | ---- |
| 2025 | Racing Bulls | Honda RBPT | P     | Hadjar  | NP | 11  | 8  | 13 | 10 | 11  | 9  | 6 | 7  | 16  | 12 | Rit | 208 | 11 |  |  |  |  |  |  |  |  |  |  | 45    | 8º   |
| 2025 | Racing Bulls | Honda RBPT | P     | Tsunoda | 12 | 166 |    |    |    |     |    |   |    |     |    |     |     |    |  |  |  |  |  |  |  |  |  |  | 45    | 8º   |
| 2025 | Racing Bulls | Honda RBPT | P     | Lawson  |    |     | 17 | 16 | 12 | Rit | 14 | 8 | 11 | Rit | 6  | Rit | 8   | 8  |  |  |  |  |  |  |  |  |  |  | 45    | 8º   |

| Legenda | 1º posto     | 2º posto | 3º posto    | A punti         | Senza punti/Non class.  | Grassetto – Pole position Corsivo – Giro più veloce Apice – Risultato Sprint (A punti) |
| Legenda | Squalificato | Ritirato | Non partito | Non qualificato | Solo prove/Terzo pilota | Grassetto – Pole position Corsivo – Giro più veloce Apice – Risultato Sprint (A punti) |